# André the Giant
André René Roussimoff (Grenoble, 19 mei 1946 – Parijs, 27 januari 1993), beter bekend als André the Giant, was een Frans professioneel worstelaar.
Roussimoff leed door een vergroting van zijn hypofyse aan een zeldzame ziekte, acromegalie. Door overmatige productie van  groeihormonen werd hij ontzettend groot en zwaar en vervormde zijn schedel. De grootste lengte die bij hem werd gemeten was volgens de WWE, de Amerikaanse bond van professionele worstelaars waarvoor hij uitkwam, 224 cm. In werkelijkheid zou hij 2,13 meter zijn geweest. Hij woog tussen de 172 en 245 kilo gedurende zijn tijd bij de WWE. Zijn ongekende omvang leidde tot een bijnaam die hem zou blijven achtervolgen: "The Eighth Wonder of the World", het achtste wereldwonder. Roussimoff overleed op 46-jarige leeftijd. Bij zijn begrafenis waren onder andere Hulk Hogan en The Rock aanwezig. 

## Carrière
Door zijn omvang werd hij opgemerkt door de WWF (World Wrestling Federation), de Amerikaanse worstelcompetitie. André was onverslaanbaar gedurende bijna 15 jaar. Hij was een 'good guy' en worstelde enkele keren tegen Hulk Hogan in het begin van zijn loopbaan als worstelaar. Na ca. 15 jaar keerde hij zich (onder de invloed van zijn nieuwe manager Bobby Heenan) tegen Hulk Hogan en eiste een titelgevecht en werd nu gezien als een 'heel'. Hogan zorgde ervoor dat André voor de eerste keer een worstelwedstrijd verloor, op WrestleMania III in 1987. André werd opgenomen in de "Hall Of Fame" en wordt herinnerd als een van de dominantste worstelaars aller tijden.
Naast worstelen trad André ook op in diverse films, waaronder The Princess Bride.

## In worstelen
- Aanval en kenmerkende bewegingen
  - Sitting on his opponent
  - The Bodyslam
  - Double Underhook Suplex
  - Knife Edge Chops
  - The Bearhug
  - The Headbutt
  - The Chokehold

## Prestaties
- All-Star Pro-Wrestling
  - NWA Australian Tag Team Championship (1 keer met Ron Miller)

- Championship Wrestling from Florida
  - NWA Florida Tag Team Championship (1 keer met Dusty Rhodes)

- Broadcast Radio
  - Wrestling-Radio.com Hall of Fame (Class of 2007)

- International Pro Wrestling
  - IPW World Tag Team Championship (1 keer met Michael Nader)

- NWA Tri-State
  - NWA United States Tag Team Championship (1 keer met Dusty Rhodes)

- Stampede Wrestling
  - Stampede Wrestling Hall of Fame

- World Wrestling Federation
  - WWF Championship (1 keer)
  - World Tag Team Championship (1 keer met Haku)
  - WWF Hall of Fame (Class of 1993)

## Trivia
Roussimoff is officieus gekroond tot "Grootste Dronkaard ter Wereld", vanwege het drinken van 119 biertjes (350 ml per glas, oftewel 41 liter) in 6 uur. In een aflevering van WWE's Legends of Wrestling zei Mike Graham dat André zelfs eens 156 biertjes van 470 ml in een sessie had gedronken, iets dat bevestigd werd door Dusty Rhodes. Deze tolerantie ten opzichte van drank kan te maken hebben gehad met zijn grote postuur. The Fabulous Moolah schreef in haar autobiografie dat André ooit 127 biertjes achterover sloeg in een hotel in Reading, Pennsylvania en later buiten westen raakte in de foyer. Het hotelpersoneel kon hem niet verplaatsen en moest hem laten liggen tot hij wakker werd.